# Sérgio Carminato
Augusto Sérgio Carminato, ou apenas Sérgio Carminato, (Alto Alegre, 8 de julho de 1942 – Vilhena, 28 de outubro de 2014) foi um empresário e político brasileiro, outrora deputado federal por Rondônia.

## Dados biográficos
Filho de Augusto Carminato e Encarnação Dias Martinez Carminato. Foi lavrador no município paranaense de Mandaguari antes de migrar para Rondônia. Eleito deputado estadual pelo PMDB em 1982, ficou na suplência em 1986. Diretor administrativo da Empresa de Navegação de Rondônia no governo Jerônimo Santana, elegeu-se prefeito de Colorado do Oeste via PDT em 1988, todavia foi cassado em outubro do ano seguinte.
Eleito suplente de deputado federal pelo PTB em 1990, exerceu o mandato em janeiro de 1995, quando Aparício Carvalho renunciou para assumir como vice-governador de Rondônia.
Faleceu em Vilhena, vítima de infarto.